# 공자
공자(중국어: 孔子, 병음: Kǒngzǐ 쿵쯔[*]) 또는 공부자(중국어: 孔夫子, 병음: Kǒngfūzǐ 쿵푸쯔[*], 라틴어: Confucius [kənfjú:ʃəs] 콘푸키우스[*], 기원전 551년 ~ 기원전 479년)는 유교의 시조(始祖)인 고대 중국 춘추시대의 정치인 · 사상가 · 교육자이고, 노나라의 문신이자 작가이면서, 시인이기도 하였다. 유가 사상과 법가 사상의 공동 선조였다. 흔히 유교의 시조로서도 알려져 있으나, 유가의 성격이나 철학이 일반적인 종교들과 같이 취급될 수 없다는 점에서 20세기 중반 이후에는 이처럼 호칭하는 학자는 거의 없다.
정치적으로는 삼황 오제의 이상적 정치와 조카를 왕으로서 성실하게 보필한 주공 단의 정치 철학을 지향했다. 뜻을 펴려고 전국을 주유하였으나, 그의 논설에 귀를 기울이는 왕이 없어 말년에 고향으로 돌아와 후학 양성에 전념하다 생을 마쳤다. 춘추시대에 서주의 제후국인 노나라의 무관인 숙량흘의 둘째 아들이자, 서자로 태어났었다. 이름은 구(丘), 자는 중니(仲尼)이다.
"공자(孔子)"의 호칭에서 "자(子)"는 성인을 부르는 존칭이다. 그 뒤 여러 번 추증되어 대성지성문선왕(大成至聖文宣王)에 추봉되었다. 세계 4대 성인으로 알려졌으나 이는 사실 일본에서 기원한 것으로 이노우에 엔료가 석가모니, 공자, 소크라테스, 칸트를 가리켜 4대 성인이라 부른 이후 우치무라 간조가 1908년 '대표적 일본인'이라는 책에서 칸트를 예수로 교체하여 4대 성인이라고 소개했다. 그리고 와츠지 테츠로(1889~1960)라는 윤리 사상가가 책을 쓰면서 현재의 4대 성인이 교육적으로도 알려졌다.

## 생애 초반

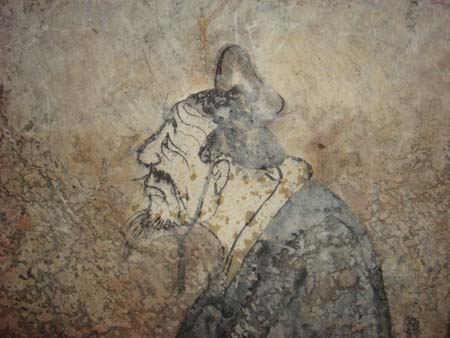
산동성 동평현(東平縣) 서한(西漢) 시기 무덤 벽화에 그려진 공자의 모습

### 탄생과 가계

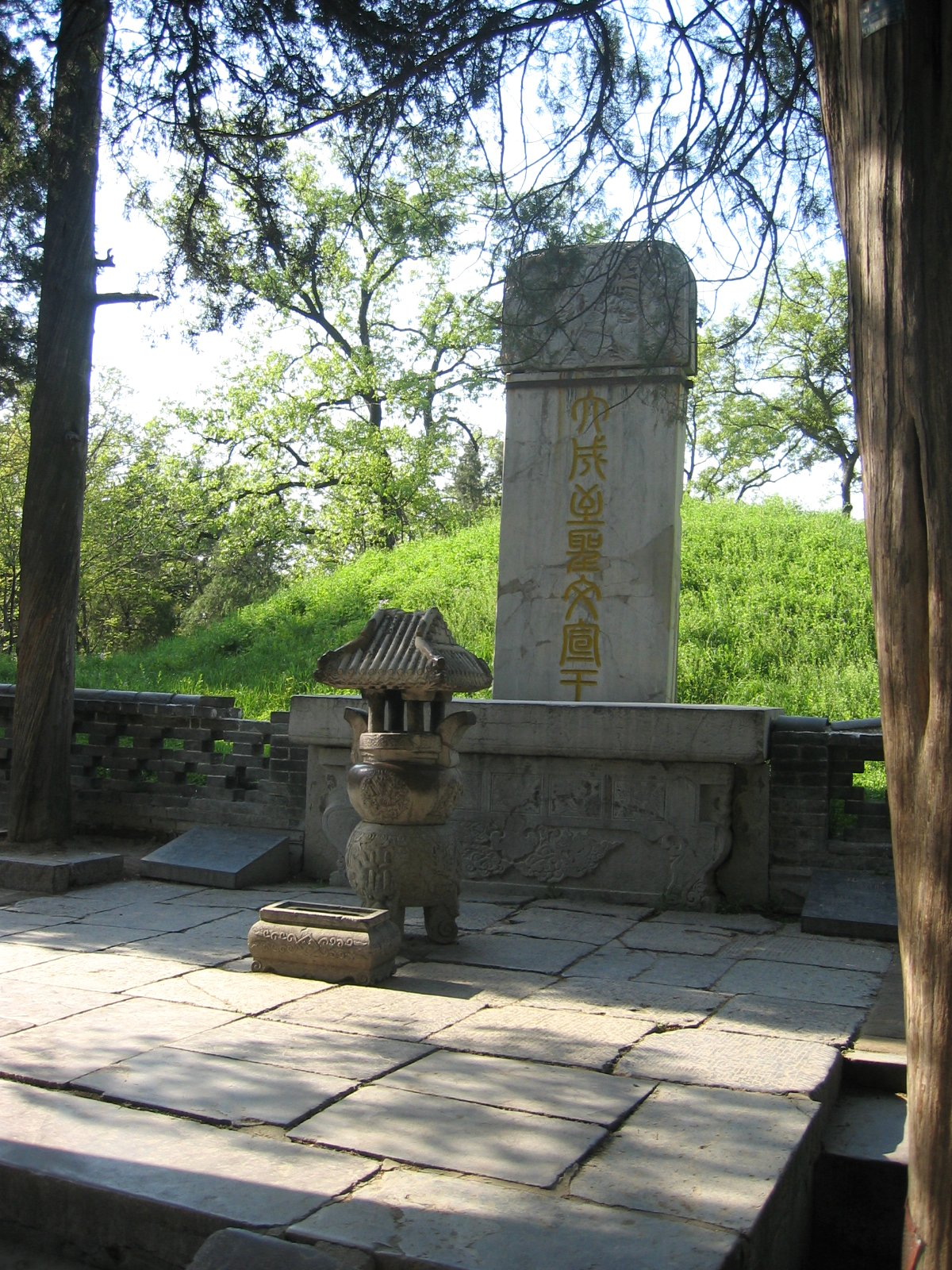
산둥성의 공자 묘

공자는 기원전 551년 노나라 취푸(曲阜)에서 떨어진 시골인 창평향(昌平鄕) 추읍(郰邑)에서 부친 숙량흘과 모친 안징재(顔徵在) 사이에 태어났다. 숙량흘과 그의 본처 시씨(施氏) 사이에는 아홉 명의 딸이 있었으나 아들이 없었고, 첩과 낳은 아들 공피(孔皮)는 다리에 선천적인 장애를 가지고 태어났다. 이에 숙량흘이 그의 노년에 안징재를 맞아 낳은 아들이 공자이다. 숙량흘이 안징재를 만났을 당시 숙량흘은 60대 후반이였고 안징재는 16세였다. 안징재는 숙량흘의 동료 무사이자 친구였던 안양(顔襄)의 셋째 딸이었는데, 두 사람은 정식으로 혼인한 관계는 아니었다. 공자 조상은 주나라 이전 왕조인 은나라에서 봉토를 하사 받은 송나라의 공족(소국의 왕에 해당)이었으며, 몰락하여 공자 3대 전에 노나라로 와서 살았다고 전한다. 부친 숙량흘은 무사였으나 일설에 따르면 모친 안징재는 낮은 신분의 무녀(巫女)였다고도 한다.
공자 자가 중니(仲尼)인 이유는 집안 장남인 맹피에 이은 둘째 아들이라는 뜻이었다. 흔히 소개하는 공자 가계는 보통 그의 부친 숙량흘과 증조부 공방숙까지 언급하나, 후대에는 보통 공자를 시조로 간주하기도 한다.

### 소년 시절
《사기》의 '공자세가'에는 공자의 키가 9척6촌에 달하여 '장인(꺽다리)'으로 불렸다는 기록이 남아 있다. 3살 때 아버지가 죽었고, 어머니 안징재가 곡부의 궐리(闕里)로 이사하여 홀로 공자를 키웠다. 공자는 사생아였기 때문에 공씨 집안에서 숙량흘의 자손으로 인정받지 못했다. 부친 숙량흘의 재산은 이복 누이들과 이복 조카에게 상속되었고, 그의 몫으로 돌아온 것은 없었다. 설상가상으로 모친마저 눈이 멀어버려 생활 형편은 더욱 나빠졌다. 이 결과 공자는 어려서부터 거칠고 천한 일에 종사하면서 곤궁하고 불우한 소년 시절을 보냈다.
기원전 536년에 혼인하였으며, 기원전 535년 공자 16세에 모친마저 33세의 나이로 세상을 떠났다. 그녀가 세상을 떠나자 공자는 3년 상을 마친 뒤 부친 묘소 옆에 안장하였다.
기원전 533년 19세에는 송 (춘추 전국)(宋)나라의 병관(幷官)씨의 딸과 결혼하여 20세에 아들 리(鯉)를 얻었다.
사생아였던 공자에게는 자신이 대부였던 숙량흘의 자손, 즉 귀족임을 인정받는 것이 필생의 목표였다. 무사였던 아버지와 달리, 공자는 글과 지식으로서 인정받으려 했다. 어릴 적부터 제사 지내는 흉내를 내며 놀기를 좋아했다고 하며, 고실(故實), 즉 예부터 내려오는 전통적 종교 의례·제도·관습 등에 밝았다.
공자에게는 특별한 선생은 없었고, 그가 만날 수 있는 모든 사람에게서 배우려 하였다. 그 가운데 유명한 사람이 주나라의 주하사였던 노자이다. 공자가 노자를 찾아가서 배웠던 것은 여러 문헌에 나온다. 이런 사정을 만년에 공자는 "15살에 배움에 뜻을 두었고, 30살에 섰다"고 술회한다. 대략 열다섯 살부터 공부하기 시작하여, 서른 살에는 학문의 기초가 섰으며, 생활의 토대가 섰으며, 한 인간으로서 우뚝 섰다는 것이다.
30대가 되자 공자는 노나라에서 가장 박식한 사람이 되었다. 그는 학원을 열어서 학생들을 가르쳤다. 중국 역사상 최초의 학교를 창설한 것이다. 노나라의 유력한 대부의 자손에서 평민의 자제까지 '묶은 고기'(束脩) 이상을 가져온 사람은 누구나 가르쳤다. 공자는 <시경> <서경> <주역> 등의 경전을 가르쳤다.
공자는 노나라에 살았다. 따라서 노나라를 건국했던 주공(周公)을 본받아야 할 사람으로 받들었다. 주공은 어린 성왕을 대신해서 섭정을 하면서 주나라의 봉건제를 수립했다. 봉건제는 종법제에 기반하는데, 천자가 형제 친척을 제후로 임명하고, 제후는 다시 자손을 대부로 임명한다. 그 결과 국가의 주요 기관장은 종친들이 되므로 이를 종법이라 한다. 공자 당시는 종법과 봉건제가 무너져 혼란이 극심했는데, 노나라가 바로 그런 상황이었다. 공자는 주공의 종법제를 회복하여 노나라를, 나아가 천하를 평화롭게 하고자 했다.

## 관료 생활
회계 출납직인 위리(委吏)를 거쳐 목장 경영직인 사직(司直) 등으로 관리 생활을 시작하였다. 공자는 30세에 이르러 관리로서의 지위도 얻고, 학문적으로도 많은 진전을 보였다.
공자의 정치관은 법보다 덕으로써 백성과 나라를 다스려야 한다는 것이었고, 세상사를 처리함에 있어 사람을 가장 중시하는 인본주의를 주창하였다. 주공이 나라를 다스리던 시대처럼 올바르고 평화로운 인간 세상을 건설하는 것이 공자의 이상이었다.
본국인 주나라의 낙읍을 돌아보고 귀국한 후 그의 명망은 차츰 천하 각국으로 퍼져 나갔다. 이에 따라 그에게 배움을 청하는 제자들이 구름처럼 모여들었다. 그리하여 그 수가 훗날 3천명을 넘어섰다. 이에 공자를 눈여겨 본 노나라의 왕 소공은 그를 가까이 두려 하였다.

### 주유천하
35세 때 소공(昭公) 25년 노나라에 '삼환(三桓, 맹손(孟孫)·숙손(叔孫)·계손(季孫) 등 당시 노나라의 권세가)의 난'이 일어나 노왕 소공이 신하인 계씨에게 쫓겨나 제나라로 도망치는 일이 벌어졌다. 공자도 그의 뒤를 따라 피난, 기원전 517년에 제나라에 갔다.
공자는 제나라의 왕 경공(景公)과 신하들에게 여러 모로 진리를 가르쳤다. 그는 그 곳에서 음악을 논하고 경공에게 정명주의(正名主義)에 입각한 정치 이상을 말하였다. 공자의 박학다식함과 고매한 인품에 매료돼 그를 흠모하게 된 경공은 그를 자신의 정치적 고문으로 기용하려 했으나, 공자의 높은 학식과 덕망으로 인해 자신의 지위가 위태로워지는 것을 꺼린 제나라 재상 안영(晏嬰)의 적극적인 반대로 좌절되었다.

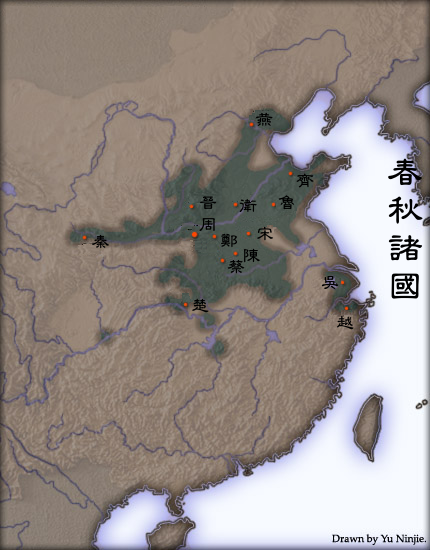
춘추 시대 (기원전 770~403)의 중국

이로 인해 2년 만에 귀국한 공자는 제자들을 가르치다가 46세 무렵 노나라 왕의 측근 배신(陪臣)인 양호가 세력을 잃고 물러나게 되면서 중도재(中道宰)가 되었다. 52세 무렵에는 대사구(大司寇)로 지위가 올랐다. 그 이듬해 노나라의 정공을 따라가 참석한 제나라와의 강화 회의에서 예전에 제나라에 빼앗긴 노나라의 땅을 돌려 주도록 요구하여 이를 관철시켰으며, 난신대부 소정묘(少正卯)를 축출하는 데 참여하였다고도 한다(기원전 496년. 그러나 실제로는 그러한 일이 없다는 주장도 있다.).
이 때 제나라에서는 밀자(密者)를 파견하여 노나라를 함정에 빠뜨리려 하였으나 공자가 이를 꿰뚫어 보고 회의 장소에 들어가려는 의심쩍은 사내를 붙잡아 화를 미리 막고 노나라에 유리하게 강화를 맺었다. 삼환씨의 세력을 꺾으려 했으나 실패하고, 대부(大夫)인 계환자가 제나라의 흉계에 속아 쾌락에 빠진 것을 만류하다가 대립하게 되었다. 이 때문에 크게 낙담한 공자는 그의 큰 뜻을 이루지 못할 것으로 판단하여 벼슬을 버린 후, 14년 동안 제자들과 온갖 고초를 무릅쓰고 위·송·조·정·진·채 등 여러 나라를 주유하였다.

### 정치 활동

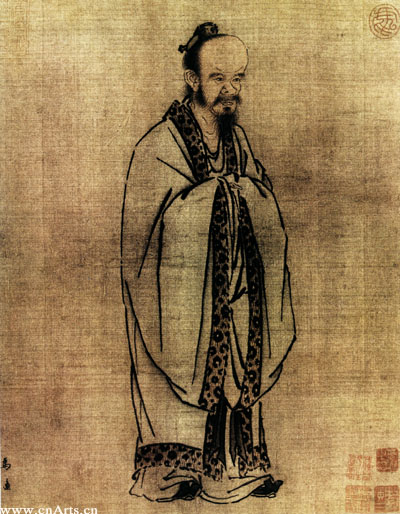
공자상 송나라 때 마원(馬遠)작

공자의 인망은 해를 더할수록 거듭 높아져 기원전 499년에는 대사구(현재의 법무부 장관) 벼슬에 기용되었고 최고 재판관 및 외교관직도 겸하게 되었다.
당시 공자는 순장될 뻔한 아이를 구하고 이 사건을 계기로 그 때까지 이어져 오던 순장의 악습을 왕에게 간하여 끝내 폐하였다. 또 제나라 경공과의 회동에서 뛰어난 지략과 용기로 전쟁 한 번 치르지 않고 단지 협상만으로 노나라가 잃었던 옛 땅을 되찾는가 하면, 당시 권세가였던 삼환씨의 횡포를 꺾기 위해 그들의 요새인 삼성(三城)을 허무는 계획을 추진하였다. 그러나 이러한 일들은 계손사의 저항으로 도중에 중단되고 말았다. 계손사는 노나라 삼환 계손, 맹손, 숙손 가문을 이끄는 수장이었다.
이 무렵, 공산불뉴는 삼환과 계손사의 전횡에 맞서 반란을 일으켰다. 공자 역시 삼환 등의 무리를 몰아내 어지럽혀진 노나라를 바로 잡으려고 이미 일을 꾀했던 데다 도덕 정치 구현에 대한 열망 때문에 반역자 공산불뉴가 하극상을 벌인 처지임에도 그가 초빙했을 때 이에 응하는 문제를 놓고 심한 갈등을 겪었다. 그러나 노나라 출신 제자였던 맹의자, 남궁도 등의 만류와 때마침 벌어진 상황 여건의 괴이한 변화로 인해 결국 단념하였다.
공자는 국정을 쇄신하기 위해 방자하게 권세를 휘두르는 계손사를 타도하려고 여러 모로 계책을 꾸몄으나 일이 성사 단계에 가서 실패하고 말았다. 그 때문에 계손사의 미움을 받은 공자는 기원전 496년에 노나라를 떠나 수십 명의 수행 제자들과 함께 자신의 학문적 이상을 현실 정치에서 실현시켜 줄 어질고 현명한 군주를 찾아 기약 없는 여정에 나섰다.
무려 10여년이 넘게 걸린 이 주유열국(周遊列國)의 기간은 성인(聖人)인 공자로서도 참기 어려운 고달픈 세월이었다. 이 무렵 공자는 생명에 위협이 가해지는 위험에 빠지기도 하였으며, 그 같은 봉변으로 인해 여행 도중 만난 은자(隱者)들에게 수모와 조롱을 당하기도 하였다.
공자의 도덕정치는 어느 나라에서도 외면당했다. 당시의 왕들은 더디더라도 올바른 길을 택하기보다 손쉽게 국력을 팽창시켜 천하를 제패할 부국강병의 방법만을 원하고 있었기 때문이었다.
공자는 마침내 자신의 학문적 이상이 당시의 정치 상황에서는 결코 실현될 수 없음을 깨닫고 제후와 군주들을 설득하는 일을 단념하였다. 그리하여 그는 귀국 후 후학 양성에만 전념하기로 결심하고 미래 세대에 남은 희망을 모두 걸게 되었다. 이로써 공자의 정치적 삶은 마감되었고 이후에는 교육자로서의 본격적인 삶이 시작되었다.

## 생애 후반

### 교육 활동
인(仁)에 기반한 도덕 정치를 실현하고자 전국을 주유하며 군주들을 설득하였으나, 오직 부국강병책으로 천하통일만을 노리는 당시의 세태에서는 공자의 이상을 받아 주는 제왕이 아무도 없었다.
공자는 말년에 고향으로 돌아와 후학 양성에 힘을 기울였다. 그는 중국의 오래된 전통적 경전들을 제자들에게 가르쳤다. 공자가 교육에 활용한 경전은 '육예(六藝)' 또는 '육경(六經)'이라 불리는 '역','시','서','예','악','춘추'이다. 당시 육경은 진귀한 서적이였음에도 불구하고 공자는 속수 이상을 예물로 가져온 이에게 가르쳐주지 않은 적이 없었다. 금문학파는 공자가 육경을 창작했다고 주장하였으며 고문학파는 공자가 육경을 계술한 것이라고 주장하였다. 공자 이전에도 육경의 이름들은 사서에 등장하지만 유가의 계술이 있은 후에야 단순한 점술서, 잡기의 영역을 뛰어넘을 수 있었다. 실제로 '춘추'를 비롯한 종래의 사관들의 기록을 바탕으로 공자는 자신만의 독창적인 정치관인 정명(正名)론을 끌어내었고 맹자는 이를 '춘추의 대의만은 공자가 은연중에 취했고' 춘추를 정명으로 귀결시키면서 '난신적자를 두렵게'했다고 평하였다.
공자의 말년에 아들인 백어()가 50세의 나이로 죽었다. 또 특히 아끼던 제자 안연과 자로마저 잇따라 죽었다. 이 때 공자는 "하늘이 나를 버렸다"며 비통함을 감추지 않았다.()
아들 백어가 사망하자 공자가 어린 손자를 키웠다. 그의 손자인 자사는 훗날 공자의 뛰어난 제자 가운데 한 사람인 증자를 스승으로 모시고 그의 문하에서 배워 조부인 공자의 사상과 학맥을 훌륭히 이어 나갔다.

#### 제자들
공자의 문하(門下)에서는 걸출한 대학자가 무수히 배출되었는데, 육경(六經)에 통달한 이만 해도 무려 70명에 이르렀다고 한다. 이들을 가리켜 '칠십자(七十子)'라고 한다.
그 중에서도 특히 학식이나 덕망, 재능이 출중하여 역사에 길이 이름을 남긴 열 사람의 제자를 가리켜 '공문십철(孔門十哲)'이라고 한다. 이들은 안회, 민자건, 염백우(冉伯牛), 중궁(仲弓), 재아(宰我), 자공(子貢), 염유(冉有), 자로(子路), 자유(子遊), 자하(子夏) 등이었다. 공문의 많은 제자들 중 안회의 학문과 덕이 가장 뛰어났다. 이는 스승인 공자와 동문 선후배 등이 모두 인정하는 바였다. 그러나 안회는 스승인 공자보다도 먼저 세상을 떠나 그를 크게 상심시켰다. 그의 학통을 후대에 전한 인물은 증자와 자궁(子弓)이었다.
이들 중에서 증자는 공자의 손자인 자사(子思)를 가르쳤고, 훗날 맹자가 자사에게서 배웠으니, 맹자학파는 증자가 배출한 셈이다. 자궁의 손제자들 중에 한 분파는 순자와 한비자로 이어졌고 이는 법가의 출현으로 이어졌다.

### 말년
아들과 아끼던 제자들을 잇따라 잃고 상심에 빠진 공자는 고향인 곡부로 돌아와 후학 양성으로 만년을 보냈다.
공자는 만년 들어 자신의 삶을 반추하며 말하기를, "나이 열다섯에 학문의 길로 가기를 마음 먹었고, 서른에 이르러 세상에 나의 존재를 알렸으며, 마흔에는 어떤 일에도 미혹됨이 없었고, 쉰에 이르러서는 하늘의 뜻을 모두 알았으며, 예순에는 모든 일에 대해 순리를 알 수 있었고, 일흔에는 하고 싶은 대로 해도 법도에 어긋나는 일이 없었다(吾十有五而志于學 三十而立 四十而不惑 五十而知天命 六十而耳順 七十而從心所欲不踰矩)"고 하였다.
공자는 72세가 된 해인 기원전 479년에 제자들이 지켜보는 가운데 승하하였다. 공자가 세상을 떠난 후 제자들은 스승이 남긴 말씀들을 모아서 《논어》라는 책을 저술하였다.

## 사후
공자의 별세 후 노성 북쪽(魯城北 曲阜 洙上, 현재의 산동성 곡비현 북쪽)에서 장례가 치러졌다. 그의 제자들은 증자를 상주로 하고, 부모의 장례에 준하는 예로써 상복을 입고 그의 묘소 앞에서 3년상을 마친 뒤, 각자 고향에 돌아가 후학을 양성하였다.
이후 증자의 문인들과 그 제자이자 공자의 손자인 자사의 문인들, 자사학파에서 갈려 나온 맹자의 학파, 자궁의 학파, 자궁의 학파에서 분파된 순자의 학파가 크게 융성하였다. 이후 유학의 사상은 인간의 본성은 선하므로 교육을 통해 선한 본성을 보존하는 데 힘을 쏟아야 한다는 맹자의 성선설과, 인간의 본성은 악하므로 예로써 악한 본성을 억제하여야 한다는 순자의 성악설로 나뉘어 발전하게 된다.
738년 당 현종은 공자를 왕으로 추봉하여 '문선왕'(文宣王)의 시호를 내렸다. 1008년 송 진종은 시호 지성(至聖)을 추시하여 '지성문선왕'(至聖文宣王)이 되었다. 원나라에와서는 '대성지성문선왕'(大成至聖文宣王)이 되었다.
명나라 건국 이후에는 '지성선사'(至聖先師)라는 다른 별칭도 수여되었다. 1645년 '대성지성문선선사'(大成至聖文宣先師)의 칭호가 수여되었다.
한편 중국 대륙이 공산화된 후 중화인민공화국의 문화대혁명이 시작되면서 공자와 그의 사상은 중국 공산당에게 '악의 표상'으로 규정되었고, 이에 따라 공자묘와 비석 등이 파괴되었다. 유학서 및 다량의 공자 관련 유물 등도 무더기로 불에 타 사라지는 참화를 겪었다.

## 사상

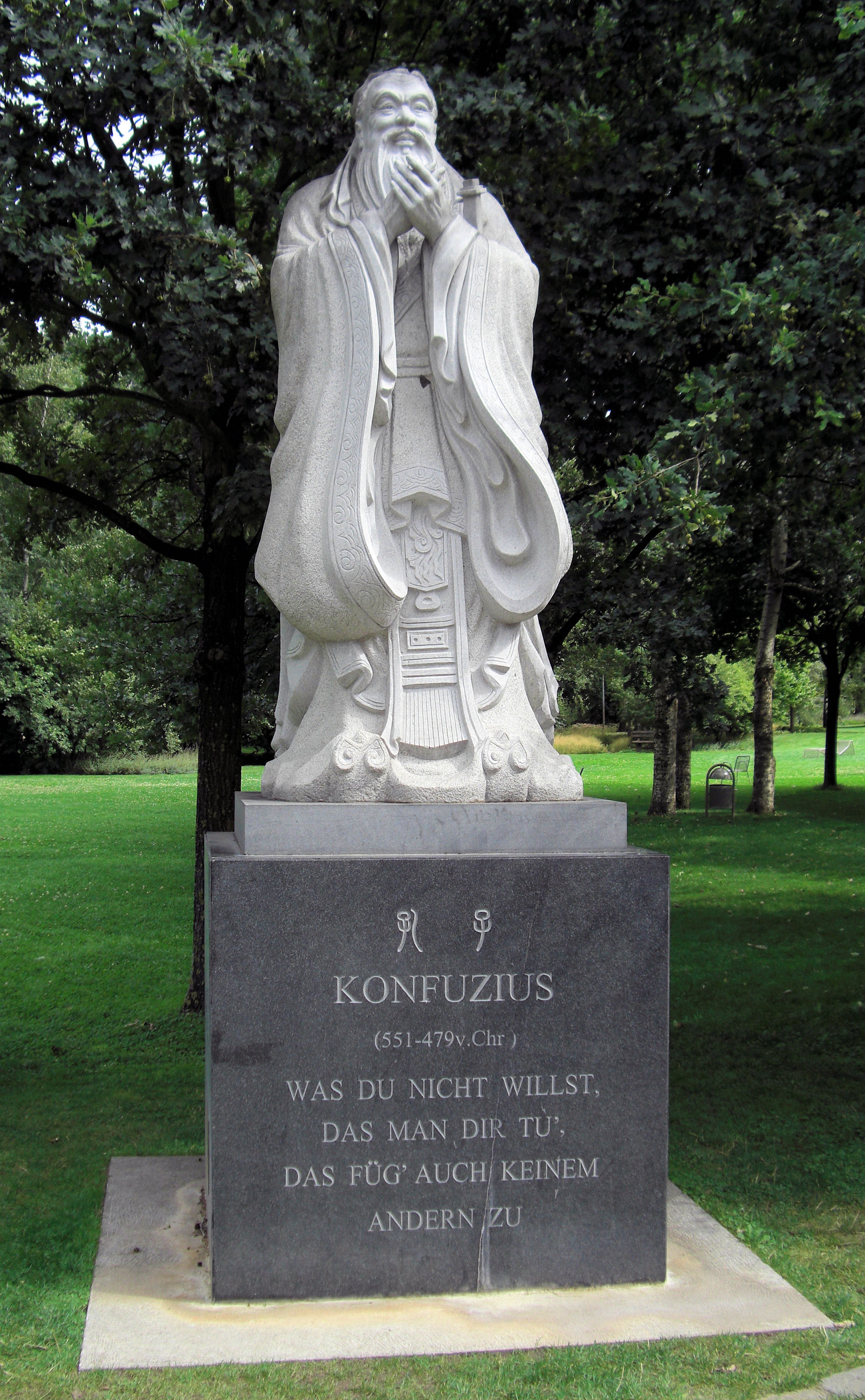
독일 베를린에 세워진 공자상

공자의 중심 사상은 그가 제자들과 나눈 문답 형식의 언행집인 《논어》에 들어 있다. 이를 요약하면 인간이 취하여야 할 모든 행동의 궁극적 지향점은 인(仁)에 있다고 할 수 있다.
대체로는 지덕(至德), 지선(至善)의 뜻을 지니고 있는 인도주의(人道主義)로서, 정치적으로는 명분을 바르게 하고(必也正名乎), 임금은 임금답게, 신하는 신하답게(君君臣臣), 부모는 부모답게, 자식은 자식답게(父父子子) 각자가 본분을 지킴으로써 국가와 가정의 질서를 유지시키며, 사회적으로는 자기의 도리를 다하고(盡己), 남을 부축하며(推己), 자기가 싫은 것은 남에게 강악(強惡)하지 않는 것(己所不欲勿施於人)을 비롯한 제덕(諸德)으로 나타난다. 여기에서 그는 자신이 하기 싫은 것, 자신이 할 수 없는 것을 다른 사람에게 강요하는 것을 강악(強惡)이라 하여 악으로 간주했다.
인(仁)을 지향하고 예(禮)에 정진하고 실천하는 사람이 군자요, 그렇지 못한 사람이 소인이자 악인으로서 군자가 덕을 생각할 때 소인은 이익만을 생각하며, 악인은 타인에게 해를 끼쳐서라도 자신의 이익을 행한다. 또한 그는 '군자는 두루두루 소통하되 끼리끼리하지 않고, 소인은 끼리끼리하되 두루두루 소통하지 않는다.' (君子周而不比 小人比而不周)라 설파하였다.
인간은 성인과 군자 외에도 인간적으로 범인과 소인, 악인으로 구분하여 생각하였다. 그러나 인은 성인만이 능히 이룰 수 있는 것으로 자신도 외경(畏敬)할 만큼 이루기 어렵다고 하였다. 그러나 그 자신은 예에 엄격하여 절도가 있었으며, 성품은 엄숙·온화·원만하였다.제자를 교육함에 있어서는 각인(各人)의 능력과 이해 정도에 따라 가장 적합한 방법으로 성품을 계발하도록 유도하였다. 사상이 현실적이고 현세적이었으며, 실용적, 합리적, 상식적이었다고 보는 견해도 있지만 공자가 활동했던 시기의 은자(隱者)들의 평가는 사뭇 달랐다. 《장자》에서 도척이 공자에게 하는 말이나 '논어' 18:7에서 노인이 공자에 대해서 '팔다리로 부지런히 일도 하지 않고, 오곡도 분간하지 못하는데, 누가 선생님이란 말이오?'라고 말하는 것으로 보아 생산활동을 도외시하고 결과[利]보다는 뜻[義]를 고려하는 태도에 회의적이였던 의견들이 당대에 있었음을 알 수 있다. 이렇듯 생산활동을 하지 않는 사(士)계급에 대한 비판은 법가에서도 드러난다.

### 정치관
공자가 [상상]]에 있어 목표로 삼은 것은 국가와 사회를 이끌어 갈 지도층 인사로서 인격의 완성체인 이른바 군자(君子)의 양성이었다. 군자란 원래는 한 나라의 정치에 참여하는 능력과 자격을 겸비한 귀족 계층의 사람을 두고 하는 말이었으나, 공자는 그러한 지위에 어울리는 도덕적 인격 · 정치적 능력 · 인문적 교양을 지닌 사람으로 뜻을 확대하여 이러한 인재의 육성을 교육의 목표로 삼았다.
공자는 군자의 양성이라는 교육 목표를 위한 경전으로 춘추시대 이전의 여러 나라의 민요나 주나라의 조정에서 의식이나 제사를 지낼 때 부르던 가요 등을 편집한 《시경》과 주나라가 천명(天命)을 받아 왕조를 창시할 시기의 왕조의 기록류를 정리한 《서경》 등 종래의 전통을 익히고 이어가는 데 마땅한 서책들을 교범으로 사용하였다.
한편 공자는 노나라의 연대기적 역사서인 《춘추》를 편찬하는 동안 영고성쇠가 거듭되는 난세(亂世)를 지켜 본 '역사의 산 증인'이기도 했다.
따라서 군자 양성을 목표로 한 공자식 교육의 내용이란 전통을 계승하는 데 적합한 교범의 숙달 및 난세로 치닫는 현실을 직시하고 통찰하는 눈이라는 두 가지를 중심으로 하였다.

### 철학

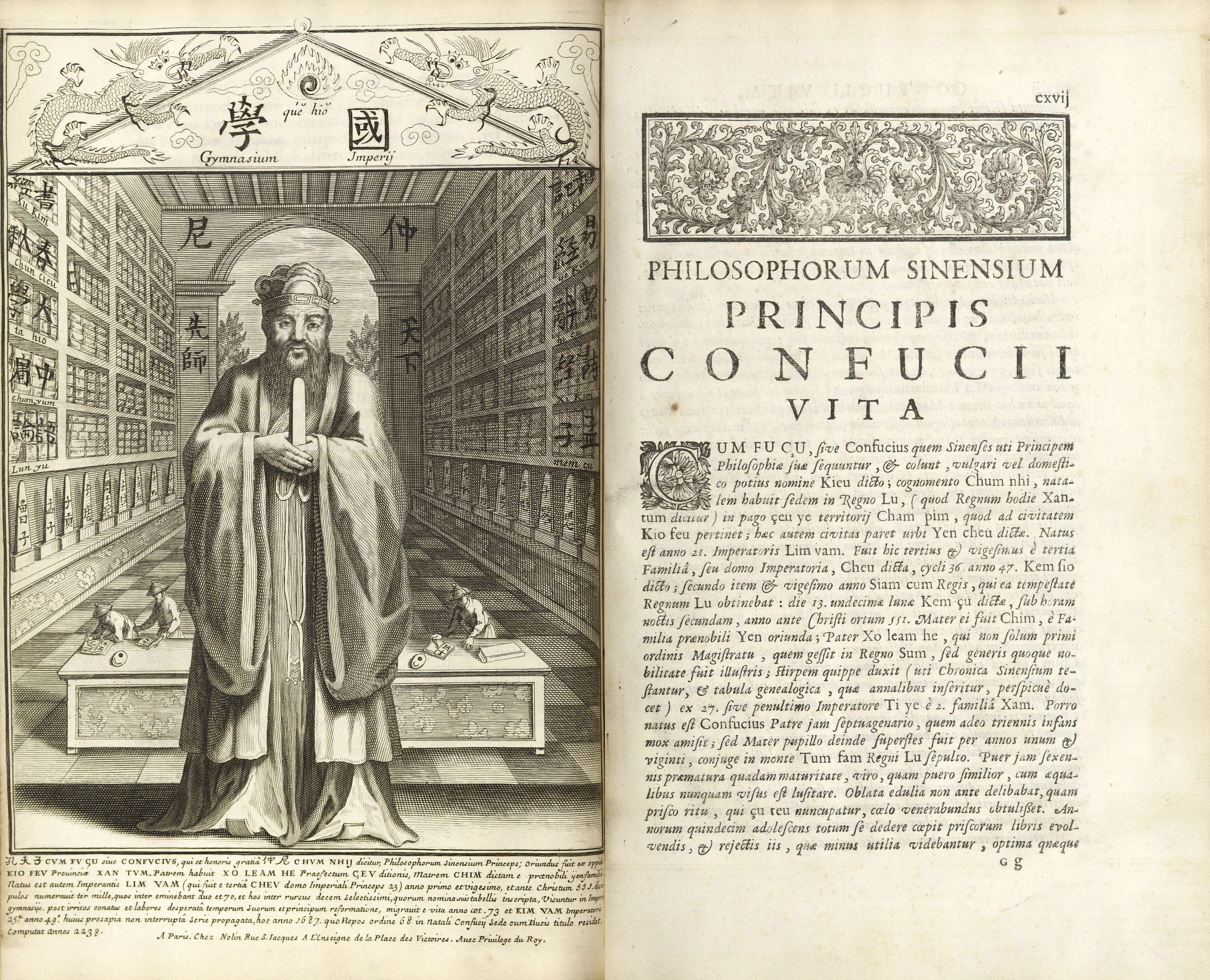
1687년 프랑스 파리에 소개된 공자의 일대기인《공자생활의 성취》의 일부, Prospero Intorcetta 저

공자의 군자교육(君子敎育)에서 중심이 되는 것은 '인'이었다. 공자 사상의 핵심인 '인(仁)'은 하나의 문장으로서 명백히 개념이 규정되지는 않았으나, 대체로 박애,도(道),덕,선 등의 뜻을 지니고 있는 심오한 휴머니즘으로서, 정치적으로는 이름을 바르게 하고, 이에 따라 임금은 임금답게, 신하는 신하답게 책임과 본분을 다 하는 것으로 나타난다.
또 사회 생활에 있어서는 자기의 도리를 다하고 남을 부축하며, 내가 싫은 것은 남에게 강요하지 않는다는 것을 비롯한 여러 가지 덕으로 나타난다. 이러한 인을 지향하고 예에 정진하는 사람이 군자요, 그렇지 못한 사람은 소인으로 규정했다. 군자가 덕을 생각할 때 소인은 이익만을 생각하며, 군자가 보편적임에 비하여 소인은 상대적이라고 역설, 인간을 인간적으로 구분하였다.
'인'은 공자가 생각하는 인간의 최고는 도,덕(德)이었다. 덕이란 인간에게서 기대되는 개개인의 훌륭한 자질이라고 중국인은 생각하며, 동시에 그것은 영향력 내지는 인격력으로서 남에게 감화를 미치는 것이라고 생각한다. 중국인의 정치사상에서 근간을 이루는 덕치주의(德治主義) 내지 정치에서의 도덕중심주의의 근거라고 하겠으며, 공자의 정치사상 근저에도 이 같은 기대가 있었다.
그는 당초 위정자 특히 최고 권력자인 군주에게 기대를 걸어 각국을 편력하면서 자기의 사상을 설명했다. 군주가 덕으로써 백성을 다스리고 이에 따라 백성의 덕도 높아져 그 결과로서 도덕이 고루 퍼진다면 온 세상이 저절로 평화로워진다는 것이 공자의 정치사상이었다. 그러나 이 사고방식은 난세 아래의 제후들에게 받아들여지지 않았다.
그래서 그는 제자들에게 '인'을 터득하게 함으로써 학식과 함께 인격적인 '덕'을 겸비하는 군자가 되도록 하고, 그들을 장래 정치의 요직에 나아가게 함으로써 난세를 전쟁이 아니라 평화적 방법으로 평정하려 했던 것이다. 사상이 현실적이고 상식적인 듯하면서도 매우 심오하며, 제자들을 교육하는 데 있어서도 개인의 능력과 이해도에 따라 적합한 방법으로 유도하여 성품을 개발시켰다. 또한 그 자신은 예에 엄격하여 절도가 있었고, 엄숙, 온화, 원만한 성품을 지니고 있었다. 공자가 예에 대해서 말하기를 '사람이 어질지 못하면 예의가 무슨 소용이겠는가!'라 하였으며 또한 공자와 자하의 대화에서 채색은 흰 바탕이 있은 연후에야 가능하다는 비유를 들어 예의 근본에 대해 강조한 것에 따르면 공자의 '예'는 외면적 사회규범의 측면도 가지지만 그 바탕에 정직한 마음(直)이 있어야 함을 알 수 있다.
백성을 중시하고 인간의 심미적 부분을 존중하는 것은 유교가 공자 사상의 장점이다. 반면 존비친소(尊卑親疎)적 규범은 비판의 대상이 되기도 하였다. 예를 들면 유가의 삼년상이 대표적인 예이다. 공자는 부모를 사랑하는 마음을 다하기 위해 삼년상을 치르는 것이 사람의 도에 맞다고 여겼는데, 묵자의 사상을 지지하는 비판자들은 삼년상이 남들에게 보여주기 위한 허례허식이며, 그와 같은 관념이 백성들의 이익을 저해한다고 주장하였다.
공자 사상과 묵자 이론은 존비친소적 규범에 관한 부분은 차이가 있으나, 본질적 이상의 차이라기보다는 방법론적 차이이다. 공자, 묵자의 사상을 서양 철학으로 분류하면 유심론에 가깝기 때문에 공유되는 부분도 존재한다.
공자의 사상은 생시에 실현되지 못한 채 증자·자사를 거쳐 맹자에 이르러 활기를 띠고, 한 무제 이후 중국의 사상계를 지배한 가장 커다란 조류를 이루었으며, 또 한국, 일본, 베트남 등 동아시아에 지대한 영향을 주었다.
공자의 사상을 볼 때 가장 중요한 것은, 그가 스스로를 왕족, 즉 은나라의 후예로 보았다는 것이다. 이것은 신분제적인 질서를 말하는 것이기도 하며, 요즘 공자의 가르침을 논구할 때는 이런 점은 거의 도외시된다. 공자가 이상으로 삼았던 것은 어디까지나 종법제적인 질서를 근간으로 하는 주나라였으며, 주나라의 종법-봉건제는 위의 천자를 중심으로 그 밑의 공후백자남의 五爵, 公卿大夫, 士 그리고 民을 위계로 하는 체제이다. 즉, 공자는 민주주의나 대중주의보다는 군주정에 더 친화적인 인물이었으며, 공자가 말한 예 또한 지배계급으로 하여금 노블리스 오블리주를 행하게 하고, 제후나 귀족 같은 지배계급의 윤리를 설파한 차원으로 보아야 한다. 예나 문화하고는 거리가 있는, 탈속적인 道家와는 달리, 세련되고 법도를 갖춘 문명화된 생활을 공자는 좋아했으며, 이러한 세계의 정점은 바로 천자를 위시로 하는 주나라였다.
또한, 원시 유가에서 주로 말해지는 군자 또한 돈, 재산이 오늘날의 재벌들처럼 많지는 않아도, 엄연한 상류층의 일원으로서, 그들은 일정 정도의 경제적 기반을 갖추고 있었다. 조선 사대부들의 경제적 배경이 향촌의 중소지주층이었다는 점, 그리고 이러한 경제적 토대 위에서 그들의 학문을 전개하고 수양관을 펼쳐나갔다는 점을 간과해서는 안 되는 것이다.  
공자의 이러한 왕실적인 특징은 묵자와 비교해봐도 금방 드러난다. 묵자는 천민출신의 사상가로, 공자가 엘리트적, 군주친화적이었던 것에 비해, 묵자는 민중적이었고 피지배계급의 목소리와 특성을 그대로 그의 사상에 담고 있었던 것이다.   
따라서, 현대의 한국에서 공자를 논할 때, 이런 계급적 요소, 경제적 요소를 도외시하고 순수한 사변철학이나 아니면 순전히 仁과 義 같은 도덕 차원으로만 공자의 사상을 논한다면 많은 것을 놓치게 되는 것이다.  
오늘날 주류 중국인을 한족이라고 하고, 이들이 쓰는 문자를 한자라 하여 중국의 정체성은 漢나라에 기반하고 있다는 설이 많다. 하지만, 중국이 '중화'라는 개념으로, 세계에서 유일무이하게 지난 2000년 동안 통일된 문명체를 이루고 이어져 왔음을 고려할 때, 중국은 한나라 이상으로 하은주의 삼대와 특히 주나라에 기대고 있는 것이 많다. 천명(天命)개념이 그러하고, 오늘날 중국인의 조상으로 일컬어지는 복희, 신농, 황제 같은 위인들은 전부 이 때 사람이었던 것이다. 그리고 공자는 이 중화, 즉 정통 화하족의 감수성을 건드렸으며, 그 감성을 활용하여 文質彬彬한 주나라의 시대를 그리워했고 중국인들도 이 성인의 가르침을 좋아하며 크게 따랐던 것이다. 이것은 외래종교인 불교와는 구별되는 것이었고, 출세간을 말하는 도가(道家)하고도 뚜렷한 차별점이 있어 세간에서 사는 사람들에게는 크게 흠모와 존숭이 되는 것이었으며, 그렇기 때문에 지난 역사 동안 수없이 많은 황제와 전제왕조들은 공자와 그 사상을 높일 수 밖에 없었다. 
그럼에도 불구하고, 공자는 빼어난 철인이었으며, 그가 지향한 세계는 천하위공(天下为公）이 실현된 대동사회였고, 그는 요나 순 같이 인격을 갖춘 성인을 지향하였다. 
비록 당대의 사회가 대동이 아닌, 그보다 한단계 낮은 소강사회였다고 한들, 즉, 나의 소유물이 없는 이상세계인 대동이 아니라 천하가 일가(一家）의 소유물이 되는 소강사회였다한들, 공자가 지향한 것은 분명 대동이었다. 그 세상은 모두가 행복하고 서로가 서로를 형제와 부모처럼 여기는 세상이며, 인자함이 실현된, 세상사람들에게 위안과 희망을 주는 이상향이었던 것이다.  

## 기타
- 공자의 문하에서 성선설(맹자)과 성악설(순자)이 탄생하였다.
- 보통 유교는 제자 중 증자-자사로 이어지는 학파를 유교의 적통 학파로 간주한다. 맹자는 공자의 손자이자 증자의 제자였던 자사의 손제자(제자의 제자) 중의 한사람을 스승으로 하여 학맥을 이어나갔다. 따라서 공자-증자-자사-맹자로 이어지는 학파가 형성되었다.
- 공자의 제자 중의 한사람인 자궁(子弓)의 제자로 이어지는 학파에서 순자가 나왔다. 유교의 한 학파를 형성하였으나 자궁과 순자 등으로 이어지는 학맥에서는 전국시대에 이사, 상앙 등의 법가로 발전했다.
- 곡부 공씨는 공자 이전에도 선조가 있었으나, 가문을 본격적으로 일으킨 공자를 시조로 간주한다.
- 한국의 공씨는 원나라 때 고려로 건너온 공자의 후손 공소(孔紹)를 시조로 한다. 원 순제의 조정에서 한림원학사를 지낸 공소는 원나라의 멸망의 조짐이 보이자 고려로 건너왔고 한국 공씨들의 선조가 되었다.
- 당 현종 때 문선왕으로 추존된 이후 공자를 모신 사당은 문묘(文廟)로 부른다. 신라시대에 한국으로 문묘가 전래되었으며, 이후 고려, 조선에 가서는 성균관에 공자의 사당을 모시므로 문묘는 한국에서는 성균관의 다른 별명으로 활용되기도 하였다.

## 공자의 제자
- 공문십철
- 칠십자
- 민자건(閔子騫), 노나라 공족 민손(閔損)은 자에 성을 붙인 이름이다.
- 염백우(冉伯牛), 공문십철의 선비로 덕행의 선비다.
- 자로(子路), 염구와 함께 노나라 정치가이다.
- 염유(冉有), 계손사 가문의 가신으로 공자에게 배운 전술로 제나라에게 승리했다.
- 유약(有若), 증자와 함께 대표적인 공자의 제자이다.
- 안회(顔回), 노나라 공족으로 자는 자연(子淵)이다.
- 중궁(仲弓), 중궁은 염옹의 자이다.
- 자공(子貢), 본명은 단목사이다. 위나라 유학자이다.
- 자유(子遊), 오(吳)나라 사람으로 문학에 뛰어 났다.
- 증자(曾子), 산동성 출신 유가 철학자이다.
- 자하(子夏), 위나라 출신이다. 주/위/노/정 공족은 왕족이므로 이름 앞에 자(子)을 붙였다.
- 남궁도(南容韜), 노나라 출신 공자의 제자이다.

## 가계와 친족
- 증조부 : 공방숙
- 아버지 : 숙량흘
- 적모 : 시씨, 아버지 숙량흘의 본부인
  - 이복 누나 9명
  - 이복 형 : 맹피
    - 조카딸 1명
- 생모 : 안징재(중국어판)
- 처 : 병관씨의 딸
  - 아들 : 공리(중국어판, 언어 오류(zh-classical)판), 자는 백어, 50세에 그보다 일찍 사망하였다.
  - 며느리 : 미상, 공리 사후 개가하였다.
    - 손자 : 공급
- 외조부 : 안양, 노나라의 무사
  - 이모 2명

### 관련 인물
- 공급
- 공융
- 연성공 - 공자의 직계 자손에게 주어지는 세습 작위
  - 쿵더청

## 같이 보기
| - 논어 - 중용 - 삼공 (공부, 공묘, 공림) - 공자묘 - 공자학원 - 대학 - 안자 - 곡부 공씨 | - 문묘 - 성균관 - 자사 - 자공 - 자로 - 자궁 - 숙량흘 | - 미중연 - 장자 - 묵자 - 공산불뉴 - 안회(顔回) - 맹의자 - 남궁도 |

## 참고 문헌
- 이 문서에는 다음커뮤니케이션(현 카카오)에서 GFDL 또는 CC-SA 라이선스로 배포한 글로벌 세계대백과사전의 내용을 기초로 작성된 글이 포함되어 있습니다.